# Opioidy
Opioidy – grupa substancji naturalnych lub syntetycznych wiążących się z receptorami opioidowymi. Przykładowe substancje opioidowe to kodeina, morfina i heroina. Dwie pierwsze są opiatami, trzecia to produkt modyfikacji chemicznej morfiny. Niektóre opioidy występują naturalnie w organizmie człowieka (np. endorfiny, dynorfiny i enkefaliny).
Morfina jest szeroko stosowana w medycynie jako środek przy zwalczaniu średniego lub silnego bólu, duszności oraz kaszlu. Stosowana jest między innymi do leczenia obrzęku płuc, bólu w zawale serca, bóli przewlekłych. W związku ze swoimi korzystnymi właściwościami dla krążenia płucnego używa się jej do łagodzenia duszności w ciężkich schorzeniach płuc, potrafi działać korzystnie w leczeniu niewydolności krążenia. Używana nie w związku z leczeniem schorzeń może prowadzić do poważnego uzależnienia, będącego chorobą potencjalnie śmiertelną.
Kodeina jest słabym opioidem stosowanym w leczeniu bólu o słabym i średnim nasileniu oraz w łagodzeniu nadmiernego kaszlu.
Heroina nie jest w Polsce stosowana do leczenia bólu, ale jest zarejestrowana do takiego leczenia w niektórych krajach (na przykład w Wielkiej Brytanii).

## Zastosowanie
Głównym zastosowaniem opioidów jest walka z silnym bólem (pooperacyjnym, pourazowym, nowotworowym), często przewlekłym. W leczeniu mającym na celu opanowanie bólu przewlekłego chory przyjmuje dawki podawane regularnie oraz dodatkowe dawki doraźne (na tak zwany ból przebijający). Używanie ich w celach innych niż lecznicze może być niebezpieczne i uzależniające.
Tramadol i kodeina należą do grupy słabych opioidów. Także one stosowane nierozważnie mogą powodować uzależnienie.
Petydyna jest opioidem nie zalecanym do leczenia bólów przewlekłych.
Oksykodon należy również do silnych opioidów i jest dobrym środkiem przeciwbólowym do leczenia bólu o średnim i silnym natężeniu.
Opioidy niedziałające ośrodkowo (bez działania narkotycznego) używane są w środkach przeciwbiegunkowych (loperamid, difenoksylat). Syntetyczne pochodne morfiny stosuje się także podczas terapii odwykowych (metadon, buprenorfinę). Prowadzono także wiele badań nad działaniem antydepresyjnym wielu syntetycznych pochodnych morfiny z różnym skutkiem (na przykład buprenorfina – częściowy agonista receptorów μ, antagonista receptorów κ; cyklazocyna – przerwane ze względu na skutki uboczne).
Dostępne są w postaci tabletek (zwykłych i o przedłużonym uwalnianiu), czopków, roztworów do wstrzykiwań (także podskórnych), plastrów o działaniu przezskórnym.

## Działanie
Oddziaływanie na organizm:
- analgezja – zanik bólu
- senność
- apatia
- euforia
- zawroty głowy
- zanik głodu
- zanik odczuwania negatywnych emocji
- zaburzenia pamięci
- problemy w koncentracji
- spowolnienie akcji serca
- spowolnienie oddechu
- skurczenie źrenic (w przypadku przedawkowania)
- spowolnienie perystaltyki żołądka i jelit

Dłuższemu przyjmowaniu towarzyszą objawy takie jak:
- uzależnienie
- tolerancja
- zespół abstynencyjny (w przypadku nagłego odstawienia)
- nerwowość
- lęki nocne
- jaśnienie włosów
- nerwobóle
- bezsenność

Przedawkowanie może prowadzić do śmierci wskutek depresji oddechowej. Objawami są spowolniona akcja serca, sinica, śpiączka, szpilkowate źrenice. Specyficzną odtrutką jest nalokson (z wyjątkiem buprenorfiny, przy której skuteczność jest ograniczona).
Długotrwałe podawanie opioidów prowadzi do rozwinięcia się zjawiska tolerancji dla działania euforycznego, depresji oddechowej i większości skutków ubocznych oraz uzależnienia psychofizycznego.

### Uzależnienie
Opioidy należą do najbardziej uzależniających substancji znanych człowiekowi. Zależnie od środka, częstotliwości i metody podania uzależnienie psychiczne może pojawić się w krótkim okresie, nawet na przestrzeni kilku dni. Zależność fizyczna pojawia się zwykle po dłuższym i regularnym przyjmowaniu, ale słabe objawy abstynencyjne mogą pojawić się nawet po kilku dniach przyjmowania silnych opioidów (morfiny, heroiny). Charakterystycznym zjawiskiem towarzyszącym uzależnieniu jest rozwój tolerancji na lek i konieczność zwiększenia dawek dla osiągnięcia pożądanego efektu.

## Klasy opioidów

### Naturalne peptydy

#### Peptydy występujące w organizmie człowieka
- endorfiny
- dynorfiny(inne języki)
- enkefaliny

#### Alkaloidy opium
W opium występują alkaloidy:
fenantrenowe
- kodeina
- morfina
- tebaina

izochinolinowe
- papaweryna
- narkotyna
- narceina(inne języki)

### Półsyntetyczne pochodne
- dionina
- heroina
- hydrokodon
- hydromorfon
- oksykodon
- oksymorfon

### Syntetyczne pochodne

#### Morfinany
- leworfanol
- lewometorfan
- butorfanol

#### Benzomorfany
- pentazocyna
- cyklazocyna(inne języki)
- fenazocyna
- bremazocyna(inne języki)

#### Fenylopiperydyny
- petydyna
- ketobemidon

#### Anilidopiperydyny
- alfentanyl
- butyrofentanyl
- fentanyl
- sufentanyl

#### Difenylopropyloaminy
- metadon
- dekstromoramid
- dekstropropoksyfen
- loperamid (nie przekracza bariery krew–mózg)
- difenoksylat (nie przekracza bariery krew–mózg)

#### Inne
- buprenorfina
- tramadol
- tylidyna